# Lomatia conspicabilis
Lomatia conspicabilis är en tvåvingeart som beskrevs av Austen 1937. Lomatia conspicabilis ingår i släktet Lomatia och familjen svävflugor. Inga underarter finns listade i Catalogue of Life.